# سولدورف
سولدورف (به آلمانی: Hamburg-Sülldorf) یک منطقهٔ مسکونی در آلمان است که در التونا، هامبورگ واقع شده‌است. سولدورف ۸٬۹۸۰ نفر جمعیت دارد.